# Straßen der Römer

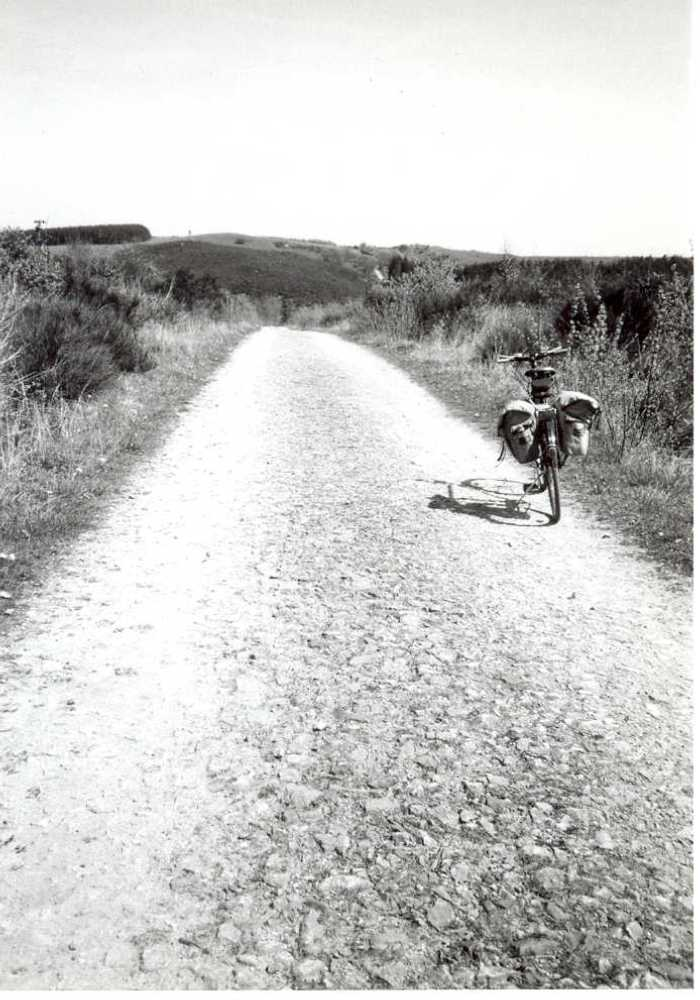
Typisch gradliniger Streckenverlauf

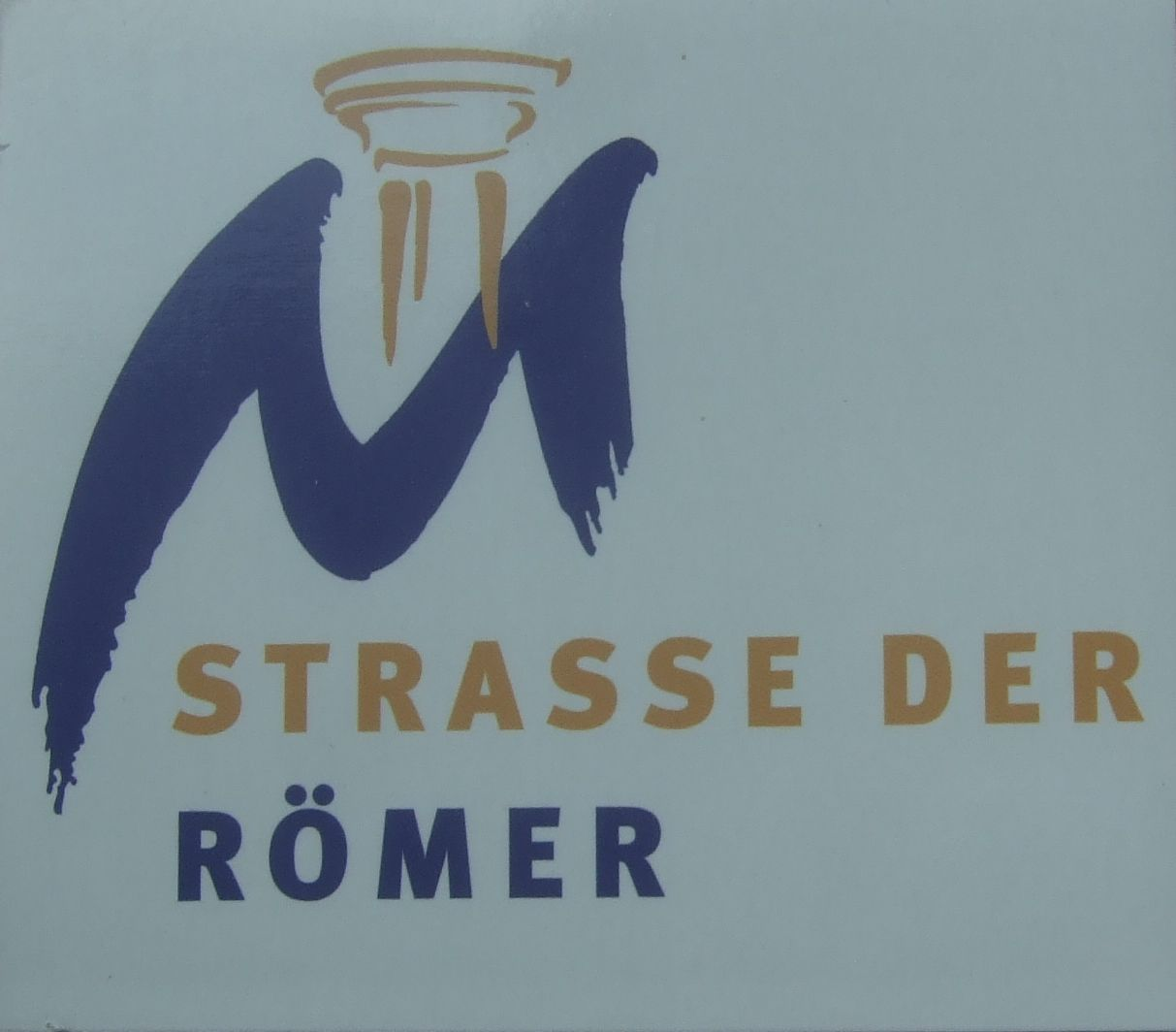
Hinweisschild Straße der Römer

Straßen der Römer ist eine neuzeitliche Bezeichnung für die touristische Vermarktung von rund 80 römischen Sehenswürdigkeiten, zu denen neben Denkmälern auch Museen zählen. Den Mittelpunkt bildet das römische UNESCO-Welterbe in Trier. Das Gebiet umfasst das Saarland, Teile von Rheinland-Pfalz (die Urlaubsregionen Mosel, Eifel und Hunsrück), die Luxemburger Mosel, die luxemburgische Stadt Echternach sowie die Stadt Arlon in Belgien.
Die Stationen der ‚Straßen der Römer‘ werden nicht durch eine Ferienstraße mit linearem Verlauf verbunden, sondern stellen einen Verbund von antiken Sehenswürdigkeiten in räumlicher Nähe dar.

## Römerstraßen und Stationen
Das gesamte Straßennetz der Römer umfasste im Römischen Reich über 100.000 Kilometer und diente vorrangig militärischen Zwecken. Die römischen Straßen verliefen dabei aus praktischen Gründen zumeist auf den Höhen und Gebirgszügen, da diese Wege nicht so leicht überfallen werden konnten und in regenreichen Zeiten schneller abtrockneten.
Den Mittelpunkt des Projekts Straßen der Römer bildet die älteste Römerstadt Deutschlands, Augusta Treverorum (Trier), als bereits zu römischer Zeit bedeutender Knotenpunkt der damaligen Römerstraßen. Auf verschiedenen historisch belegten und noch heute in der Landschaft erkennbaren Straßen, wie zum Beispiel der Via Agrippa (Römerstraße Trier–Köln), konnte man zu den römischen Kastellen und Orten nach Beda vicus (Bitburg) und Colonia Claudia Ara Agrippinensium (Köln), nach Antunnacum (Andernach) sowie über Neumagen (Noviomagus) und Belgica (Billig) nach Confluentes (Koblenz) und zu vielen weiteren Städten sowie zum Limes gelangen. Von Trier führt die heute Ausoniusstraße genannte Römerstraße über Dumnissus (Kirchberg) nach Bingium (Bingen am Rhein).
Außer nach Norden (Köln) war Trier nach Süden über Mediomatricum (Metz) und Lugdunum (Lyon) mit Rom durch eine der Agrippastraßen verbunden. Unter Agrippa-Straßen versteht man heute die unter Marcus Vipsanius Agrippa, dem römischen Feldherrn und Schwiegersohn des Augustus als Statthalter Galliens, dort von Lugdunum (Lyon) aus gebauten vier Heerstraßen. Dies sind nach dem antiken Geographen Strabon: Eine […] nach Aquitanien, eine zum Rhein und drittens die zum Ozean bei den Bellovakern und Ambianern [ Amiens ], die vierte ist die ins narbonitische und zu der massaliotischen Küste [ Marseille ]. An der Agrippastraße lag der gallorömische Vicus von Dalheim (Luxemburg).
Die Sehenswürdigkeiten, die durch die ‚Straßen der Römer‘ miteinander verbunden werden, sind sowohl aufwändig teilrekonstruierte Anlagen als auch antike Relikte, von denen nur die Grundmauern zu sehen sind. Einige der Stationen sind durch Rad- und Wanderwege touristisch erschlossen.
In der ehemaligen Kaiserresidenz Trier sind kaiserliche und städtische Repräsentationsbauten zu sehen. Religion wird durch verschiedene Tempelanlagen präsentiert. Grabdenkmäler zeigen das vielfältige Bestattungswesen in der Antike. Römisches Alltagsleben lässt sich anhand von Siedlungsanlagen, wie zum Beispiel Gutshöfen/Villen und Straßensiedlungen/Vici, nachvollziehen. Rohstoffgewinnung und (Massen-)Produktion, Handel und auch Infrastrukturmaßnahmen werden unter anderem durch Bergwerke und Steinbrüche, Wasserleitungen und Straßenfragmente thematisiert. Antike Kelteranlagen belegen, dass bereits die Römer im Moseltal Wein anbauten. Befestigungsanlagen beleuchten die militärische Situation zu römischer Zeit. Die archäologischen Funde aus den Denkmälern sind in den jeweiligen Museen zu besichtigen. Die einzelnen Stationen sind teilweise mit Wander- und Themenwegen miteinander verbunden.

## Touristische Angebote
Neben den rein geschichtlichen Gesichtspunkten aus der römischen Vergangenheit der Region legen die vorgeschlagenen Programme der Tourismus- und Erlebnisstraßen Straßen der Römer besonderen Wert auf „erlebbare Geschichte“ in engem Zusammenhang mit wissenschaftlichen Erkenntnissen. So finden sich unter den Stationen sowohl Ruinen römischer Gebäude als auch rekonstruierte Villen wie etwa die römische Villa Borg, in der auch die Badekultur der Römer nachgestellt wird.
Einige Stationen bieten neben Führungen auch Veranstaltungen und Lebendige Geschichte, beispielsweise Fahrten auf einem nachgebauten römischen Schiff oder in einem rekonstruierten römischen Reisewagen, Theaterstücke und Brotbacken in einer rekonstruierten antiken Küche. Es finden regelmäßig verschiedene Römerfeste statt, an der sich Gruppen für experimentelle Archäologie aus dem Projektgebiet beteiligen. Außerdem kann man sich bei archäologischen Grabungen engagieren. Darüber hinaus gibt es Angebote speziell für Familien sowie Seminare zur römischen Küche.
Des Weiteren bietet die Tourismusstraße besondere Angebote aus dem kulinarischen Bereich wie beispielsweise im Teilprojekt „Antike schmecken“, in dem die römische Küche wiederbelebt und neu interpretiert wird.

## Touristische Umsetzung
Das Projekt Straßen der Römer geht im Kern auf das Tourismuskonzept Europäisches Tal der Mosel des Europäischen Tourismus Instituts GmbH an der Universität Trier aus dem Jahr 1993 zurück. Auftraggeber war die Arbeitsgruppe Fremdenverkehr der Regionalkommission Saar-Lor-Lux-Trier/Westpfalz. Das Gebiet umfasste das Tal der Mosel von der Quelle bis zur Mündung.
Kern des Projektes Straße der Römer in neuer Form war die Umsetzung eines umfangreichen Dachmarketings in Zusammenarbeit mit der Konstantin-Ausstellungsgesellschaft GmbH. Die Projektträgerschaft übernahm die Mosellandtouristik GmbH. Die Realisierung und Finanzierung erfolgte in Kooperation mit den Projektpartnern Eifel Tourismus GmbH, Hunsrück-Touristik GmbH, Tourismus Zentrale Saarland GmbH mit dem Projektkreis Kelten und Römer und LEADER Miselerland (Luxemburg) sowie der luxemburgischen Stadt Echternach. Darüber hinaus trat die Konstantin-Ausstellungsgesellschaft als Projektpartnerin auf. Eine enge Zusammenarbeit mit den zuständigen Denkmalpflegebehörden erfolgte ebenfalls.
Die gemeinsamen Marketingmaßnahmen wurden im Rahmen der EU-Gemeinschaftsinitiative LEADER+ unter Beteiligung der Europäischen Union und des Landes Rheinland-Pfalz, vertreten durch das Ministerium für Wirtschaft, Verkehr, Landwirtschaft und Weinbau, gefördert (Europäischer Ausrichtungs- und Garantiefonds für die Landwirtschaft, Abteilung Ausrichtung). Kooperationspartner waren die LAG Mosel, LAG Moselfranken, LAG Vulkaneifel, LAG Hunsrück und LAG Miselerland (Luxemburg). Das Land Rheinland-Pfalz stellte außerdem Landesfördermittel zur touristischen Erschließung und Inwertsetzung römischer Sehenswürdigkeit zur Verfügung. Entsprechende Förderung wurde ebenfalls über die Europäische Union gewährt (LEADER).
Eine Auswahl der Stationen für das Projekt Straße der Römer erfolgte 2005 durch eine Jury, bestehend unter anderem aus den Geschäftsführer der Tourismusorganisationen, kommunalen Vertretern sowie Archäologen der zuständigen Denkmalpflegebehörden. Die ausgewählten Stationen wurden in drei Kategorien eingeteilt: „Eine Reise wert“, „einen Ausflug wert“ und „interessanter Fund am Wegesrand“.
Nach erfolgreichem Ende der Konstantin-Ausstellung beschlossen die Projektpartner Straße der Römer, dieses weiterzuführen und in diesem Rahmen weitere umfangreiche Marketingmaßnahmen.
Im Jahr 2009 wurden die Nutzungsrechte an dem für das Projekt Straße der Römer erstellten Logo und Corporate Design von der Arbeitsgruppe Tourismus der Großregion an die Mosellandtouristik GmbH als Projektträger der Straße der Römer übertragen. Daraufhin erfolgte ein Relaunch des Logos. Außerdem wurde der Name von Singular in Plural geändert, um der Tatsache Rechnung zu tragen, dass es sich nicht um eine linear verlaufende Ferienstraße handelt und darüber hinaus zu den Stationen des Projektes auch Römerstraßen wie zum Beispiel der Ausonius-Wanderweg zählen.